# 클레어 콜렛
클레어 콜렛(Claire Corlett, 1999년 7월 9일~)은 미합중국의 성우이자 배우이다.

## 클레어의 직업
10살부터 성우로 시작해, 마이 리틀 포니: 우정의 마법의 스위티 벨 목소리를 연기했다. 2012년에 영화 스마트 쿠키스에 출연했으며 마이 리틀 포니: 에퀘스트리아 걸즈, (마이 리틀 포니 극장판)은 2013년에 나왔고, 버비 영화가 그 같은 해에도 나왔다. 2009년부터 2017년까지 방영된 유명한 어린이 만화인 아기 공룡 버디에 성우로서 역할을 하고, 버비 영화가 두번째로 2016년에 영화관에서 개봉되었다. 2017년의 영화: 일곱 번째 내가 죽은 날이 5월 31일에 한국에서 개봉하였다.

## 영상 및 방송
- 2009~2017년: 아기 공룡 버디
- 2010년~: 마이 리틀 포니- 우정의 마법- 스위티 벨 역할
- 2012년: 스마트 쿠키즈
- 2013년: 마이 리틀 포니: 에퀘스트리아 걸즈 극장판
- 2013년: 버비랑 그녀의 언니들과의 포니 이야기
- 2016년: 버비랑 그녀의 언니들과의 강아지 쫓아가기
- 2017년: 일곱번째 내가 죽은 날